# Pierre Des Maizeaux
Pierre Des Maizeaux ou Pierre Desmaizeaux est un écrivain français né à Pailhat, près d'Ambert en Auvergne (Puy-de-Dôme) en 1666, mort en juin 1745 à Londres.

## Biographie
Son père, Louis, pasteur de l'église réformée, doit quitter la France après la révocation de l'édit de Nantes. Comme d'autres réfugiés huguenots, il trouve refuge à Genève où son fils Pierre fera son éducation.
Pierre Des Maizeaux deviendra membre de la Société royale de Londres ; il était lié avec Pierre Bayle et Saint-Évremond.
Selon Michel Raoult, il fut le délégué breton (embarqué à Nantes) lors de la constitution du Druid Order par l'Irlandais John Toland, le 23 septembre 1717 à la Taverne du Pommier à  Londres.

## Œuvres
Il est l'auteur, l'éditeur ou le traducteur en anglais d'un grand nombre d'ouvrages qui intéressent l'histoire littéraire, tels que :
- Vie de Boileau, 1712
- Recueil de plusieurs pièces de John Locke, 1720
- Recueil de diverses pièces sur la philosophie, par Leibnitz, Clarke et Newton, 1720
- Vie de Saint-Évremond
- Œuvres diverses de Bayle, 1727
- Lettres de Bayle, 1729
- Vie de Bayle, 1732
- Scaligerana
- Thuana, etc.

## Pour approfondir